# Anurophorus eximius
Anurophorus eximius är en urinsektsart som beskrevs av Potapov 1997. Anurophorus eximius ingår i släktet Anurophorus och familjen Isotomidae. Inga underarter finns listade i Catalogue of Life.